# サタヒコ
サタヒコは、神道の神。佐田彦神と表記する。伏見稲荷大社で祀られる稲荷三神（上社・中社・下社の神の総称）の一柱であり、主祭神のウカノミタマの配神となっている。記紀神話に登場する猿田彦神（サルタヒコ）の別名とする説がある。
現在は伏見稲荷の中社の祭神であるが、もともとは上社の神とされていたようである。

## 概要
佐田彦神の神名については、猿田彦神は、猿島（さしま）・猿投（さなげ）等の例から、「猿田」は元は「サタ」と読んだという説がある。この説に依ると「サ田」は、「サ穂」 「サ苗」などの場合と同様に、神聖な稲を植える田の義と解されている。

### 上社の神
神名が「佐田彦神」になるのは明治以降で、室町時代の『二十二社註式』の伏見稲荷の条では「猿田彦神」である。神社には上社と下社の二社、あるいは中社を加えた三社の形式を取るものがあり、これらの多くは上中下を何で区別しているかは不明（神社#上社・下社参照）だが、同書では、「上社。猿田彦命。三千世界の地主神とは是れなり。」と説明される。
また、江戸時代の『雍州府志』では、伏見稲荷の上社の神を「大田命」（おおたのみこと）としている。この神は猿田彦神の子孫で、伊勢の五十鈴原の地主神である（猿田彦神の別名ともいわれる）。
同じく江戸時代の『神社啓蒙』では、上社の神は「土祖神」（つちのおやのかみ）としている。
これらから上社の神は、古くから稲荷山の山神として祀られた神であり、後に穀物神である稲荷主神が今来（いまき）の神として祀られた際に、地主神として併祀されたのではないかといわれる。上社の神は「陽神形一座大」と伝えられ、男神であるとされていた。

### 田中社の神
前述の『雍州府志』では、猿田彦神は稲荷五神 の一柱の「田中神」（たなかのかみ）のこととされる。春の稲荷祭の際、巡行の先導をつとめる田中社の神輿に、空海が彫刻したといわれる、猿田彦神の仮面を袋に入れて飾ったという。
この原話となった中世の東寺の縁起では、空海が彫刻したといわれるのは、稲荷山の地主神の「龍頭太」（龍の頭を持つ翁神）の仮面である。猿田彦神と同じように、「顔の上に光ありて、夜を照らすこと昼に似たり。」と記される。

### 中社の祭神
江戸時代後期から、それまで中社の神であったウカノミタマを、下社の祭神とする記述が増え、それに伴いこれまでの上社の神は、中社の祭神とされるようになる（それまでの下社の神のオオミヤノメが、上社の祭神となる）。
現在もこれを引き継ぎ、佐田彦大神は伏見稲荷の中社の祭神となっている。「衢（ちまた）の神」「導きの神」といわれるように、交通安全・道中安全の神徳があるといわれる。

## 佐太大神

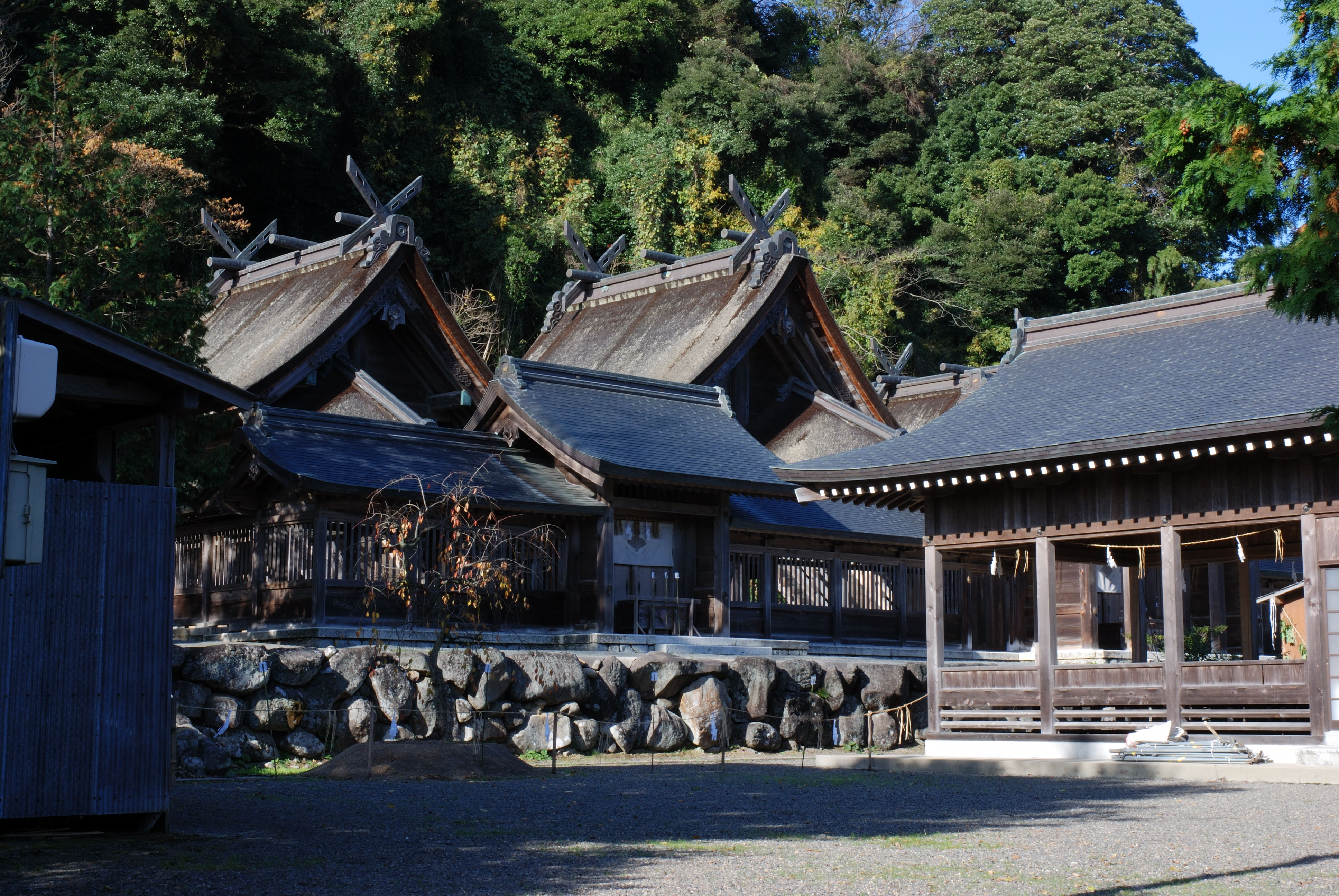
佐太神社
（島根県松江市）

島根県の佐太神社に祀られる「佐太大神」（サダ大神）は、『出雲国風土記』によると、大国主命（オオクニヌシ）の命を救ったキサカイヒメの子であるといわれる。この佐太大神は、平田篤胤が猿田彦神と同一と見なし、現在の佐太神社も踏襲している。